# Carl Sagan Memorial Award
Il Carl Sagan Memorial Award è un premio annuale assegnato congiuntamente dall'American Astronautical Society e dalla Planetary Society a un individuo che ha contribuito con posizioni di responsabilità nella ricerca o promuovendo politiche progredenti l'esplorazione del cosmo. Il riconoscimento, presentato per la prima volta nel 1997, è stato istituito in onore dell'astronomo americano, astrobiologo e divulgatore scientifico Carl Sagan (1934–1996).

## Elenco premiati
- 1997 Bruce Murray
- 1998 Wesley Huntress
- 1999 Edward Stone
- 2000 Arnauld Nicogossian
- 2001 Edward Weiler
- 2002 California and Carnegie Planet Search Team
- 2003 Roald Sagdeev
- 2004 Steve Squyres e gruppo Athena
- 2005 Michael Malin
- 2006 Scott Hubbard
- 2007 Maria Zuber
- 2008 Lennard Fisk
- 2009 Non assegnato
- 2010 Non assegnato
- 2011 Charles Elachi
- 2012 Riccardo Giacconi
- 2013 Eileen Stansbery
- 2014 William Borucki
- 2015 Frank Cepollina
- 2016 Alan Stern
- 2017 AURA “HST &  Beyond” Committee[1]
- 2018 Non assegnato
- 2019 Michael Werner[2]
- 2020 Leslie Livesay
- 2021 Nicola Fox
- 2022 Non assegnato